# Bryophryne nubilosus
Espèce
Statut de conservation UICN

 LC  : Préoccupation mineure
Bryophryne nubilosus est une espèce d'amphibiens de la famille des Craugastoridae.

## Répartition
Cette espèce est endémique de la province de Paucartambo dans la région de Cuzco au Pérou. Elle se rencontre entre 2 350 et 3 215 m d'altitude dans le district de Cosñipata.

## Description

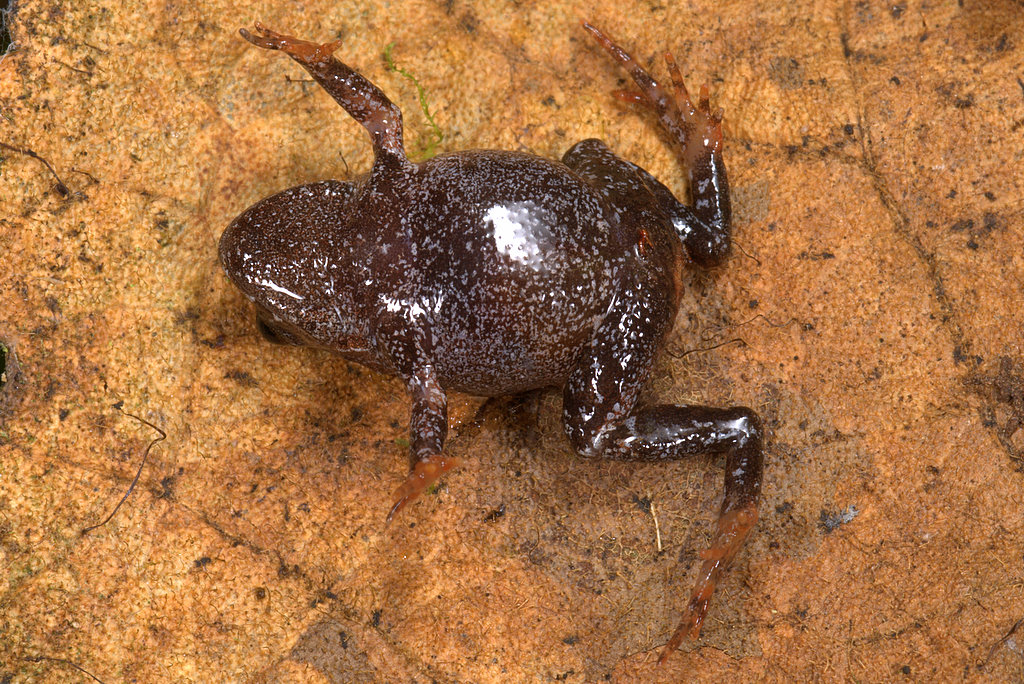
Bryophryne nubilosus

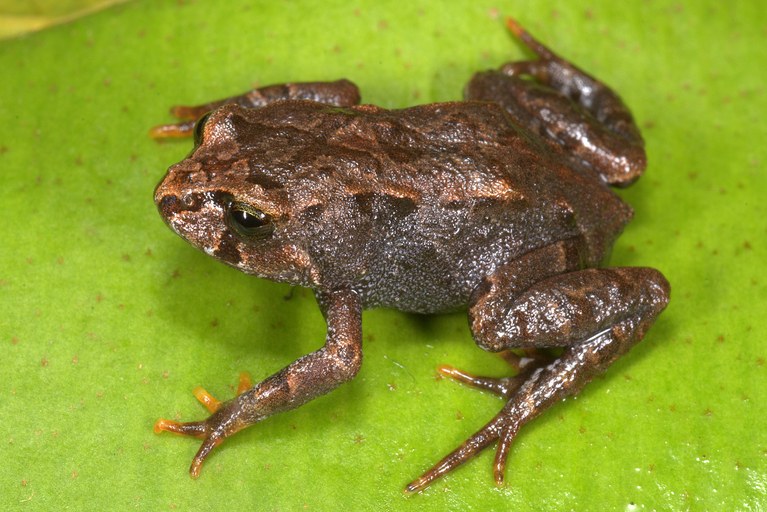
Bryophryne nubilosus

Les mâles mesurent de 12,7 à 18,9 mm et les femelles de 19,8 à 21,9 mm.

## Publication originale
- Lehr & Catenazzi, 2008 : A new species of Bryophryne (Anura: Strabomantidae) from southern Peru. Zootaxa, no 1784, p. 1-10 (texte intégral).